# Sunderburg
Die Sunderburg ist eine abgegangene Spornburg vom Typus einer Turmhügelburg (Motte) in der Amperschlucht zwischen Grafrath und Schöngeising im Landkreis Fürstenfeldbruck in Oberbayern. Der bereits während der Bronzezeit besiedelte Burgplatz wurde noch bis ins Früh- oder Hochmittelalter weitergenutzt.

## Geographische Lage

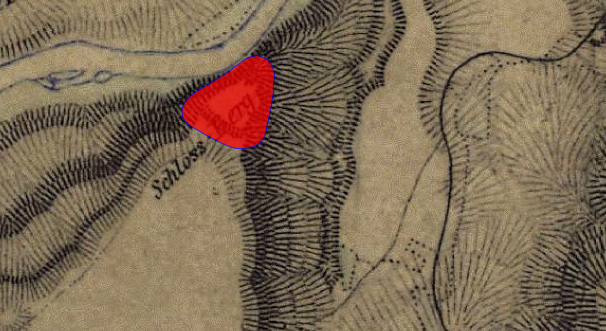
Lageplan der Sunderburg auf dem Urkataster von Bayern

Die Sunderburg – in den Flurkarten als „Schloßberg“ bezeichnet – liegt im Jungmoränengebiet unmittelbar südlich der Amper zwischen Schöngeising und Wildenroth auf einem Geländesporn. Die weitgehend ebene Hochfläche wird im Nordwesten und im Osten durch steil abfallende Hänge natürlich geschützt. Das Plateau der Hauptburg liegt etwa 40 Meter über dem Fluss. Nach Südwesten sichert den Sporn ein bogenförmiger Abschnittswall mit zwei Gräben. Das Plateau umfasst insgesamt eine Fläche von rund einem Hektar.

## Geschichte
Archäologische Grabungen der Jahre 2003 bis 2006 erbrachten den Nachweis, dass es sich um eine frühbronzezeitliche Höhensiedlung handelt (entstanden ca. 1800 – 1600 v. Chr.) In der Urnenfelderzeit (ca. 1200 – 750 v. Chr.) wurde die Anlage erneut besiedelt und verstärkt befestigt. Im Laufe der darauffolgenden Hallstattzeit wurde die Siedlung aufgegeben. Im Hochmittelalter wurde im Norden des Geländesporns eine mächtige Motte aufgeschüttet, die vielleicht einer Ministerialenburg der Grafen von Diessen-Andechs zuzuordnen ist.
Die Höhenlage der Anlage wäre allerdings für eine frühe Ministerialenburg eher ungewöhnlich. Solche hochmittelalterlichen Dienstmannensitze dokumentierten eigentlich durch ihre Lage innerhalb der Dörfer oder im Tal die unfreie Herkunft der Burgherren aus der bäuerlichen Bevölkerung. Ein derart mächtiger Turmhügel über dem Tal wäre eher einem Dynasten oder edelfreien Herren zuzuweisen.
Die örtliche Überlieferung datiert die hochmittelalterliche Burg bereits ins 11. Jahrhundert. Tatsächlich verweist die Anlage des Burgstalles auf den Übergang vom Früh- zum Hochmittelalter. Im Südwesten schützt eine mächtige Wallschüttung in der Art einer Schildmauer den kleinen Innenraum. Die Wallkrone liegt bis zu vier Meter über dem nach Norden abfallenden Plateau, außen ist der Wall etwa sieben Meter hoch.
Ob es sich hier um den Rest eines Turmhügels handelt oder um einen bogenförmigen Abschnittswall, ist nicht eindeutig zu entscheiden. Vielleicht wurde die Rückseite der Kernburg für den Einbau eines frühneuzeitlichen (um 1500) Jagdhauses des Wittelsbacher abgegraben. Im Innenraum finden sich Reste von Ziegelschutt, die ebenfalls auf das Jagdhaus zurückgehen könnten, dessen Existenz auf dem Plateau historisch nachweisbar ist. Auf den "Bairischen Landtafeln" Philipp Apians ist die "Sündernburg" durch eine schematisierte Ansicht des Jagdhauses markiert.
Die erste urkundliche Erwähnung des Burgstalles stammt aus dem Jahr 1447. Eigentlich wird nur die Hauptburg als „Sunderburg“ bezeichnet. Eine geplante archäologische Untersuchung der Gesamtanlage dürfte wichtige Erkenntnisse zur Zeitstellung der Wallanlagen erbringen.

## Beschreibung

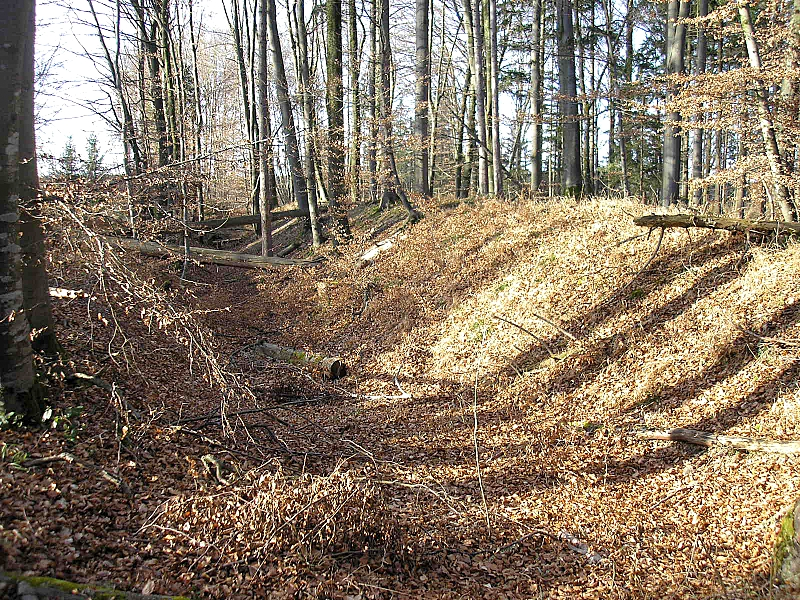
Der südwestliche Wallzug (Blickrichtung Nordwest)

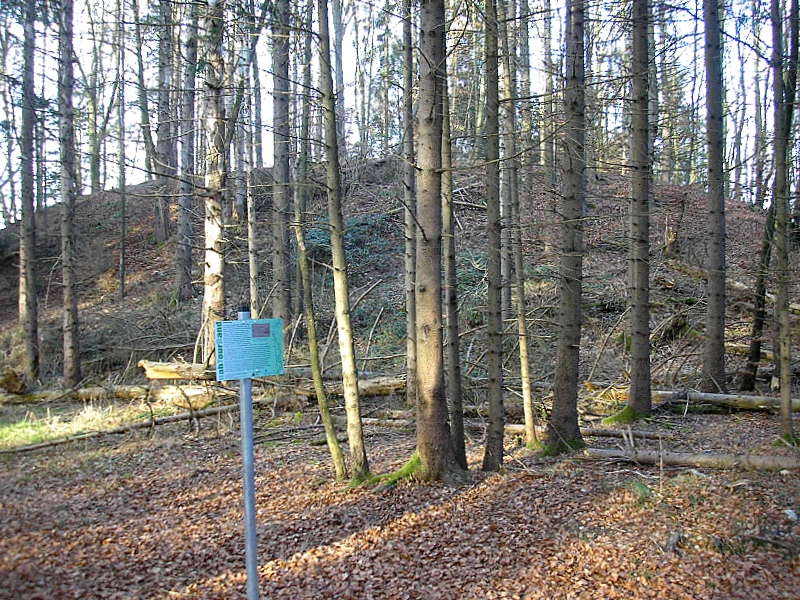
Die Hauptburg von Süden

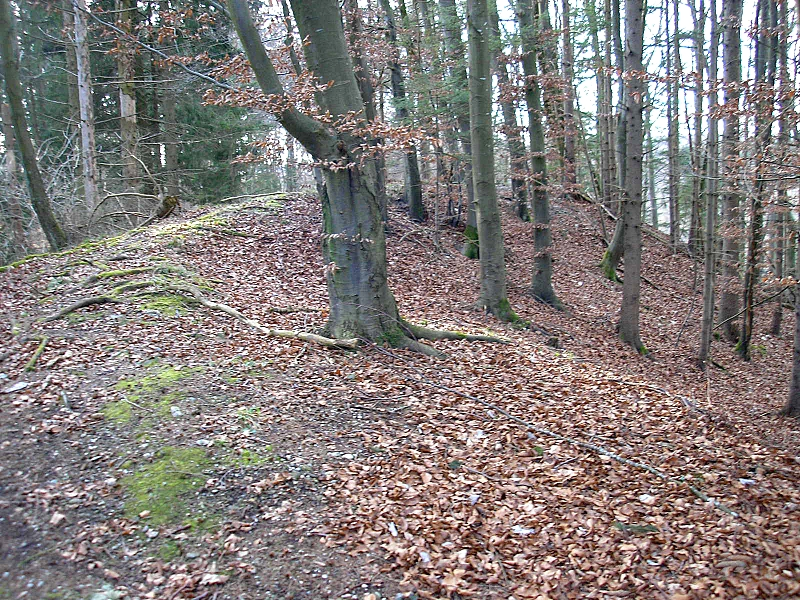
Die Wallkrone der Hauptburg nach Westen

Von der Burganlage haben sich obertägig keine Mauerreste mehr erhalten. Die relativ niedrige Abschnittsbefestigung im Süden des Burgplatzes dürfte einer vormittelalterlichen Befestigungsanlage zuzuordnen sein, zeigt aber auch Hinweise auf einen Ausbau im Früh- bzw. Hochmittelalter.
Als Rest der mutmaßlichen hochmittelalterlichen Turmhügelburg ist ein etwa sieben Meter hoher Kegelstumpf überkommen, der aber nicht durch einen Halsgraben von der Vorburg abgesondert ist. Allerdings trennt eine breite, bis zu zwei Meter tiefe Senke die Burgbereiche.
Der Nordteil dieses Kegelstumpfes auf der Nordspitze der Wallanlage wurde abgegraben oder ist durch Erdfluss abgegangen. Schefzik (siehe Lit.) deutet dieses Erdwerk als Abschnittswall. Vergleichbare, aber wesentlich größere Burganlagen dieser Konzeption werden in der Regel als frühmittelalterliche Ungarnschutzburgen eingeordnet. Die in Vorbereitung befindliche archäologische Untersuchung des Geländes wird hier sicherlich eine eindeutigere Einordnung ermöglichen.
Nördlich der Hauptburg sind neben der Auffahrt nach die Reste eines zur Amper laufenden Doppelgrabens erkennbar. Der dazwischen aufgeworfene Wallzug ist etwa zwei Meter hoch.
Das Bayerische Landesamt für Denkmalpflege verzeichnet das Bodendenkmal als „Höhensiedlung der Bronzezeit, Abschnittsbefestigung der Urnenfelderzeit oder frühen Hallstattzeit, Burgstall des hohen und späten Mittelalters sowie abgegangenes herzogliches Jagdhaus der frühen Neuzeit ("Schlossberg" bzw. "Sunderburg")“ unter der Denkmalnummer D 1-7833-0031.

## Sagen
Im Volksmund hieß die Sunderburg auch Sunnen- oder Sonnenburg. Der Sage nach soll sie eine Burg Graf Rassos gewesen sein, in der Graf Friedrich, sein Bruder oder Sohn, hauste. Die Burg ging schließlich mit Schätzen und Bewohnern unter. Einmal schob ein Bauer eine der Glasscherben ein, die dort häufig verstreut umherlagen. Zu Hause angekommen, war sie zu Gold geworden. Doch fand er keine mehr, als er ging, um noch mehr zu holen. Im Schlossbrunnen sollen zwei Wassereimer Gold liegen, die von Geistern, die noch nicht gebannt werden können, bewacht werden. Die Schätze sinken derweil immer mehr in die Tiefe.

## "Opfersteine"
Ungefähr 250 Meter südwestlich von der Sunderburg entfernt liegen die sogenannten „Opfersteine“ in einer kleinen Mulde im Hochwald. Das Bodendenkmal wird gelegentlich auch als „Blutsteine“ bezeichnet. Bei den beiden nahezu parallel liegenden, leicht rötlichen und von Furchen durchzogenen Steinen handelt es sich um verwitterte Kalk- und Sandsteine. Sie wurden mit großer Wahrscheinlichkeit in der Würmeiszeit herangetragen und im 19. Jahrhundert auf der Suche nach Kalksteinen freigelegt. Die Steine stammen ursprünglich aus den Zentralalpen.